# イティレック
イティレック（Itilleq、旧称: Itivdleq）とはグリーンランドのケカッタ自治体に属する町。自治体の中心地シシミウトから45キロメートル南に位置する。デイビス海峡に面している。2024年時点の人口は86人。

## 歴史
1847年に設立された。

## 人口
過去20年間に渡り安定している。

## 出身有名人
- ハンス・エノクセン - グリーンランドの首相（2002-09）[5]